# Galti
Galti (ou Gahlti) est un village de la commune de Mayo-Baléo situé dans la région de l'Adamaoua et le département du Faro-et-Déo, à proximité de la frontière avec le Nigeria.

## Population
En 1971, Galti comptait 90 habitants, principalement Koutine (ou Pere).
Lors du recensement de 2005, le village comptait 371 personnes, 195 de sexe masculin et 176 de sexe féminin.